# 北宋淮南东路帅臣列表
北宋淮南东路帅臣，指淮南东路安抚司的长官，或称安抚使，或称经略安抚使。

## 历任经略安抚使

### 宋太祖朝
- 李处耘（960年—962年）
- 楚昭辅（962年—971年）
- 边珝（972年）
- 段思恭（974年—975年）
- 侯陟（975年）
- 侯赟（975年）
- 边珝（975年—976年）

### 宋太宗朝
- 边珝（976年—977年）
- 孙迈（980年—981年）
- 潘若冲（981年）
- 周渭（982年）
- 薛惟吉（982年）
- 赵延进（985年—986年）
- 薛惟吉（987年）
- 王宾（993年）
- 张观（994年）
- 董俨（994年）
- 王禹偁（995年—997年）
- 魏羽（997年）

### 宋真宗朝
- 魏羽（997年—998年）
- 柴成务（999年—1000年）
- 王化基（1001年—1003年）
- 曾致尧（1004年—1007年）
- 许逖（1008年）
- 凌策（1010年—1011年）
- 冯元（1012年）
- 戚纶（1013年）
- 周实（1013年—1014年）
- 薛映（1015年—1016年）
- 王随（1016年—1020年）
- 王允明（1020年—1022年）

### 宋仁宗朝
- 王允明（1022年—1023年）
- 周起（1023年）
- 盛京（1023年—1027年）
- 杜衍（1027年—1028年）
- 盛度（1029年）
- 朱巽（1030年）
- 冯元（1031年）
- 王立（1032年）
- 朱巽（1032年—1033年）
- 范雍（1033年）
- 李允元（1034年）
- 张若谷（1035年）
- 陈执中（1035年—1037年）
- 陆若冲（1037年—1038年）
- 盛度（1039年—1040年）
- 郎简（1041年）
- 宋庠（1041年—1042年）
- 苏绅（1043年）
- 陈商（1044年）
- 王逵（1044年）
- 韩琦（1045年—1046年）
- 张奎（1047年）
- 欧阳修（1048年—1049年）
- 苏舜元（1049年）
- 杨察（1049年—1050年）
- 柳植（1050年）
- 曹应天（1050年）
- 钱明逸
- 包拯（1050年—1052年）
- 张昷之（1052年）
- 张瓌
- 唐介（1053年）
- 许元（1054年）
- 刘敞（1056年—1057年）
- 冯京（1058年）
- 张子宪（1059年）
- 王琪（1061年）
- 沈遘（1062年）
- 刁约（1063年）

### 宋英宗朝
- 刁约（1063年—1064年）
- 裴煜（1064年）
- 王琪（1065年）
- 韩缜

### 宋神宗朝
- 徐绶（1068年）
- 朱寿隆（1069年）
- 马仲甫（1070年）
- 钱公甫（1071年）
- 田谅（1071年）
- 马仲甫（1072年）
- 王居卿（1074年）
- 章岵（1074年）
- 陈升之（1075年）
- 鲜于侁（1079年）
- 许将（1081年）
- 孙觉（1081年）
- 范镗（1081年）
- 王益柔（1082年）
- 孔宗翰（1082年—1083年）
- 吕公著（1083年）
- 杨景略（1085年）

### 宋哲宗朝
- 杨景略（1085年—1086年）
- 滕元发（1086年）
- 邓绾（1086年）
- 杨景略（1086年）
- 王安礼（1086年）
- 谢景温（1087年）
- 蔡卞（1088年）
- 蔡京（1089年）
- 滕元发（1090年）
- 王存（1090年）
- 谢景温（1091年）
- 李承之（1091年）
- 苏轼（1092年）
- 张璪（1092年）
- 许将（1093年）
- 苏颂（1093年—1094年）
- 杨汲（1094年）
- 章衡（1095年）
- 程嗣恭（1097年）
- 蹇序臣（1099年—1100年）

### 宋徽宗朝
- 林希（1100年）
- 张耒（1101年）
- 龚原（1101年）
- 陈轩（1101年）
- 曾肇（1101年）
- 蔡卞（1102年）
- 吕惠卿（1102年）
- 吴伯厚（1102年）
- 蒋之奇（1103年）
- 王资深（1103年）
- 吴执中
- 张询
- 章縡（1104年）
- 管师仁（1105年—1106年）
- 刘拯（1106年）
- 范镗（1107年）
- 彭汝霖（1107年）
- 范坦（1107年）
- 周穜（1107年）
- 吴执中（1109年）
- 王涣之（1109年—1110年）
- 张商英（1110年）
- 石公弼（1110年）
- 蔡卞（1114年）
- 许光凝（1114年）
- 吕益柔（1115年）
- 林摅（1117年）
- 唐恪（1117年）
- 周焘（1118年）
- 徐处仁（1119年）
- 洪中孚（1121年）
- 薛嗣昌（1121年）
- 徐铸（1122年—1123年）
- 毛友（1123年）
- 王本（1123年）
- 许份（1124年—1125年）

### 宋钦宗朝
- 许份（1125年—1126年）
- 吴敏（1126年）
- 李纲（1126年）
- 章衡（1126年—1127年）